# 蓋拉區
蓋拉區（阿拉伯语：‎）是乍得的一個大區，位於該國中南部。截至2009年，该区人口为553,795人。盖拉区的年降雨量为744毫米。扎庫馬國家公園有一半的面積就位於該區境內。
首府蒙戈。下分二省。